# Portal de Cal Marquès
El Portal de Cal Marquès és una obra del municipi de Mediona (Alt Penedès) inclosa en l'Inventari del Patrimoni Arquitectònic de Catalunya.
Situat a les portes d'accés a diversos habitatges situats al nucli més antic del poble, a ambdues bandes del riu. Són d'arc de mig punt, amb dovelles de pedra ben picada i tallada. Alguns contenen dades i escuts.
Es troba al costat de l'església de manera molt reformada amb el pas del temps. La façana que dona al carrer de l'Església ha conservat alguns elements del segle xv, com els dos finestrals emmarcats amb pedra i amb guardapols motllurat. En un d'aquests finestrals hi ha marcat la data de 1578. Encastada al mur hi ha una altra inscripció amb el cognom Marquès i també la data de 1575.